# 和家庄镇
和家庄镇，是中华人民共和国陕西省渭南市合阳县下辖的一个乡镇级行政单位。

## 行政区划
和家庄镇下辖以下地区：
和家庄村、东凤村、故池村、七一村、北渠西村、长洼村、东马村、贺俭村、良石城村、良石村、南渠西村、杨家城村、王家村、西一村、西二村、西三村、西四村、贺家坡村、刘彦村、张刘村、党家村、三合村、七峰村、秦南村和秦北村。